# Die Räuberbande (Film)
Die Räuberbande ist ein verschollener deutscher Stummfilm aus dem Jahre 1928 von Hans Behrendt mit dem damals 14-jährigen Gustl Stark-Gstettenbaur in der Hauptrolle.

## Handlung
Angelehnt an den 1914 publizierten gleichnamigen Roman von Leonhard Frank, der sich auch am Drehbuch beteiligte, erzählt der Film von der schmerzlichen Reifewerdung mehrerer rebellischer Jugendlicher aus kleinbürgerlichen Verhältnissen in Würzburg. Der 14-jährige Protagonist Michael Vierkant, der von einem Leben als Künstler träumt, hat sich mit einigen Gleichaltrigen zur titelgebenden „Räuberbande“ zusammengeschlossen. Sie alle eint der Wille, mittels ihrer Phantasie und den kleinen, zu erkämpfenden Freiheiten dem Trott, der gesellschaftlichen Enge und den Drangsalierungen der Erwachsenenwelt zu entfliehen und ihre Wünsche so weit wie möglich zu realisieren. Doch bald kommt es zu Spannungen innerhalb der anfänglich verschworenen Gruppe, die schließlich auseinanderbricht. Das Scheitern der einzelnen „Räuberbande“-Mitglieder nimmt infolgedessen mannigfaltige Formen an.

## Produktionsnotizen
Die Räuberbande entstand im Frühjahr 1928 mit Außendrehs vor Ort in Würzburg, passierte am 8. Juni desselben Jahres die Filmzensur und wurde am 13. November 1928 in Berlins Ufa-Theater Kurfürstendamm uraufgeführt. Die Länge des mit Jugendverbot belegten Siebenakters betrug 2722 Meter.
Die Filmbauten kreierte Oskar Friedrich Werndorff.
Der einstige Filmstar Marija Leiko, die hier eine kleine Nebenrolle spielte, gab in Die Räuberbande die Abschiedsvorstellung vor der Filmkamera.

## Kritik
In Das Kino-Journal heißt es: „Humor und natürliche Frische zeichnen den Film aus.“

## Einzelnachweis
1. ↑  „Die Räuberbande“. In: Das Kino-Journal. Offizielles Organ des Bundes österreichischer(/der österreichischen) Lichtspiel-Theater, der Landes-Fachverbände und der Sektion Niederösterreich-Land / Das Kino-Journal. Offizielles Organ des Zentralverbandes der österreichischen Lichtspiel-Theater und sämtlicher Landes-Fachverbände / Das Kino-Journal. Offizielles Organ des Bundes der Wiener Lichtspieltheater und sämtlicher Landes-Fachverbände / Das Kino-Journal. (Vorläufiges) Mitteilungsblatt der Außenstelle Wien der Reichsfilmkammer, 23. Februar 1929, S. 18 (online bei ANNO).